# یواس‌اس تاپاکولا (ای‌ام‌سی-۵۴)
یواس‌اس تاپاکولا (ای‌ام‌سی-۵۴) (به انگلیسی: USS Tapacola (AMc-54)) یک کشتی بود که طول آن ۹۸ فوت ۵ اینچ (۳۰٫۰۰ متر) بود. این کشتی در سال ۱۹۴۱ ساخته شد.